# Ghana Airways

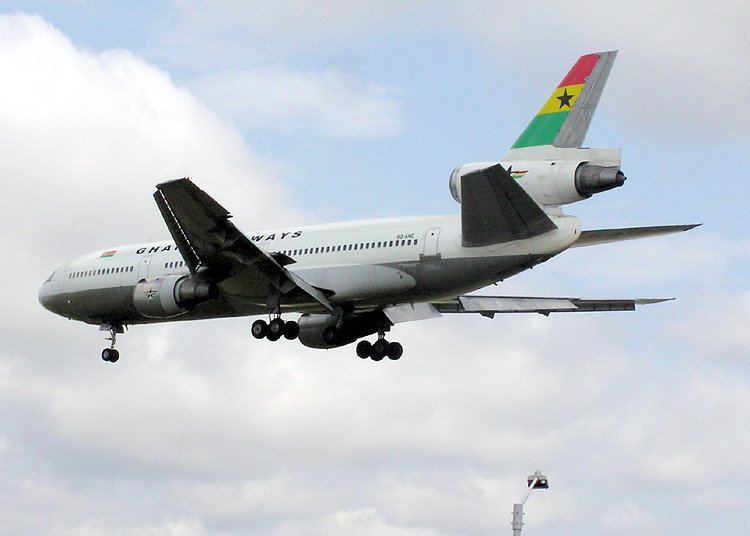
En DC-10 från Ghana Airways

Ghana Airways var ett flygbolag som bildades 1958 i Ghana. Det gick i konkurs 2004. Bolaget flög följande typer av passagerarflygplan:
- Antonov An-12
- Bristol Britannia
- De Havilland Heron
- Douglas DC-3/C-47
- Douglas DC-8
- Douglas DC-9
- Douglas DC-10
- Fokker F-28
- Iljusjin Il-18
- Vickers VC10
- Vickers Viscount